# Izrael Frydberg
Izrael Frydberg, przybrane nazwisko Daniel Mirowski, pseud. Boruta, Jerzyk, Mirogórski, Piotr (ur. 30 marca 1905 w Łodzi, zm. 21 listopada 1981 w Warszawie) – polski działacz komunistyczny pochodzenia żydowskiego, urzędnik, cenzor.

## Życiorys
Urodzony w drobnomieszczańskiej żydowskiej rodzinie Abrahama. Skończył 3 klasy gimnazjum i pracował w warsztacie ślusarskim, potem w fabryce wyrobów trykotarskich, od 1921 udzielał prywatnych lekcji. W 1921 wstąpił do KPRP, 12 V 1923 aresztowany pod zarzutem udziału w kampanii przedwyborczej do Rady Miejskiej w Łodzi, 15 IV 1924 skazany na 2 lata więzienia z zaliczeniem aresztu śledczego. Karę odbywał w Łodzi, Sieradzu i Wronkach. Zwolniony, V 1925 został członkiem Komitetu Dzielnicowego (KD) KPP Łódź-Górna, potem Komitetu Okręgowego (KO) KPP w Łodzi, w którym odpowiadał za technikę partyjną. 26 X 1925 ponownie aresztowany i 2 VI 1926 skazany na 4 lata więzienia, karę odbywał w Łodzi, Sieradzu i Wronkach, wyszedł po amnestii VII 1928 i podjął pracę w fabryce włókienniczej. Członek KD KPP Bałuty. W okresie walk frakcyjnych w KPP był zwolennikiem ultralewicowej mniejszości. Od I 1929 członek egzekutywy KO Związku Młodzieży Komunistycznej (ZMK), 15 IV 1929 aresztowany i 25 IX skazany na 5 lat więzienia z zaliczeniem aresztu, więziony w Łodzi, Łęczycy i Wiśniczu, IX 1932 zwolniony na urlop zdrowotny. I 1933 na polecenie władz KPP wyjechał do Moskwy, gdzie do IX 1936 studiował na wydziale historii partii na KUMNZ. Podczas powrotu do kraju 16 X 1936 aresztowany w Wilejce za nielegalne przekroczenie granicy i skazany w Krzywiczach na 8 miesięcy więzienia; karę tę i pozostałą część wyroku z 1929 odsiadywał w Wilejce, Wilnie i Grodnie. 17 I 1939 zwolniony, został księgowym w łódzkim biurze. X 1939 przeniósł się do Białegostoku, potem do Lwowa, gdzie był księgowym. VI 1940 zesłany na Ural, wrócił w VIII 1941. Od XI 1941 do VII 1942 pracował w Leninabadzie. Od 1943 działacz ZPP, od I 1944 księgowy w Polskim Domu Inwalidów. VII 1945 wrócił do kraju i został kierownikiem Wydziału propagandy Komitetu Warszawskiego PPR. Od I 1946 referent, od VIII 1949 kierownik Referatu Filmowego, od IV 1951 naczelnik Wydziału Kadr Głównego Urzędu Kontroli Prasy, Publikacji i Widowisk. Sekretarz koła PPR, potem PZPR przy GUKPPiW. Od 1949 zastępca członka KD PZPR Warszawa-Śródmieście. 1951–1955 pracownik Zjednoczenia Budownictwa Przemysłowego „Metrobudowa”, gdzie był zastępcą kierownika. Odznaczony m.in. Orderem Sztandaru Pracy II klasy.